# Phyllophaga villaclarensis
Phyllophaga villaclarensis är en skalbaggsart som beskrevs av Garcia-vidal 1987. Phyllophaga villaclarensis ingår i släktet Phyllophaga och familjen Melolonthidae. Inga underarter finns listade i Catalogue of Life.